# Грасберг (карьер)

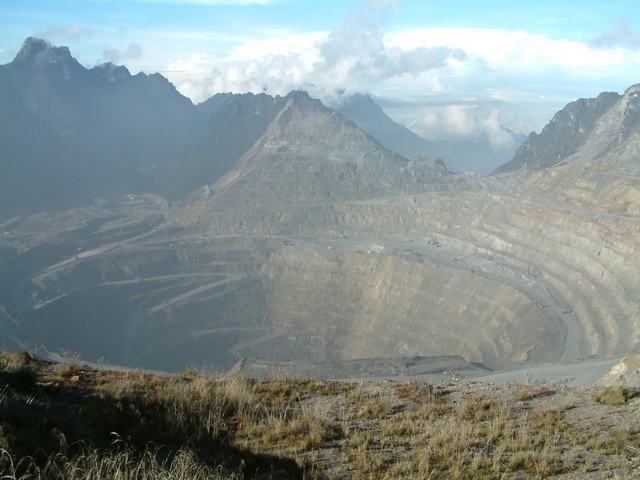
Карьер Grasberg mine

Месторождение Грасберг (Grasberg) — крупнейший золотой рудник и третий по величине карьер по добыче меди, а также высочайший карьер в мире. Он расположен в индонезийской провинции Центральное Папуа, около Джаи — самой высокой горы Новой Гвинеи и Индонезии. На разработке трудится 20 тыс. сотрудников.
Пакет акций месторождения принадлежит дочерней американской компании Freeport-McMoRan. Правительство Индонезии владеет оставшимися 9,36 % от PT Freeport Индонезии. FCX работает в рамках соглашения с правительством Индонезии, которое позволяет компании проводить разведку, добычу и производственную деятельность в районе 100 км² (24 700 акров) (Блок А). Она также проводит геологоразведочные работы в окрестных 2023,5 км² (500 000 акров) (Блок Б). Все доказанные и вероятные минеральные запасы Фрипорта и текущая добыча расположены в блоке А.
В 2006 году было произведено 610 800 тонн меди; 58 474,392 килограмма золота и 174 458,971 килограмма серебра.